# Erythranthe filicifolia
Erythranthe filicifolia är en gyckelblomsväxtart som först beskrevs av Sexton, K.G.Ferris och Schoenig, och fick sitt nu gällande namn av Guy L. Nesom. Erythranthe filicifolia ingår i släktet Erythranthe och familjen gyckelblomsväxter. Inga underarter finns listade i Catalogue of Life.